# Henrik Dalsgaard
Henrik Dalsgaard (Roum, Dinamarca, 27 de julio de 1989) es un futbolista danés. Juega de defensa en el Aarhus GF de la Superliga de Dinamarca.

## Trayectoria
A mediados de 2016 se marchó a Bélgica, para fichar por el SV Zulte Waregem por 400000 €. Fue una de las figuras del equipo, ayudándole a clasificar a los playoffs por el título. Jugó al lado de su compatriotra Lukas Lerager.
En junio de 2021, tras haber logrado el ascenso a la Premier League con el Brentford F. C., regresó a su país para jugar en el F. C. Midtjylland.

## Clubes
| Club                | País       | Año       |
| ------------------- | ---------- | --------- |
| Aalborg BK          | Dinamarca  | 2009-2016 |
| S. V. Zulte Waregem | Bélgica    | 2016-2017 |
| Brentford F. C.     | Inglaterra | 2017-2021 |
| F. C. Midtjylland   | Dinamarca  | 2021-2024 |
| Aarhus GF           | Dinamarca  | 2024-     |

## Palmarés

### Títulos nacionales
| Título                 | Club                | País      | Año  |
| ---------------------- | ------------------- | --------- | ---- |
| Superliga de Dinamarca | Aalborg BK          | Dinamarca | 2014 |
| Copa de Dinamarca      | Aalborg BK          | Dinamarca | 2014 |
| Copa de Bélgica        | S. V. Zulte Waregem | Bélgica   | 2017 |
| Copa de Dinamarca      | F. C. Midtjylland   | Dinamarca | 2022 |
| Superliga de Dinamarca | F. C. Midtjylland   | Dinamarca | 2024 |